# Стара Україна (журнал)
«Стара Україна: часопис історії і культури»  — ілюстрований місячник за редакцією українського історика Івана Кревецького. Видавався  Бібліографічною комісією музею та бібліотеки Наукового товариства ім. Шевченка у Львові в 1924—1925 роках. 

## Історія

### Заснування
У розгалуженій системі періодики НТШ почалися пошуки часопису, тематично наближеного до проблем культурології, передусім історії та теорії книги, бібліографії, організації книжкової справи, який мав би можливості для співпраці з бібліографічною комісією. Таким виданням став часопис «Стара Україна», спільний для музею та бібліотеки НТШ, що радо надавав свої сторінки для публікації праць дослідників українських книги.
Над часописом працювало близько 30-и авторів із Галичини та еміграції. Видання містило цінну хроніку, рецензії та бібліографію, було єдиним історичним журналом на Західній Україні. Головне завдання «Старої України» редакція вбачала в такому: 

«Людина без власної самосвідомості не є культурною людиною, так і народ без історичної свідомості не є нацією. Розбудити сю свідомість якнайглибше і якнайширше на Україні — ось головне завдання нового часопису». 

Відповідно до цього важливого суспільного завдання «Стара Україна» у своєму змісті прагнула відродити історичну справедливість і традиції, охопити доволі широке коло різноманітних за актуальною на той час тематикою проблем, висвітлити передусім ті питання культурологічного спрямування, що цікавили та турбували свідому галицьку громадськість. 
У часописі планувалося вміщувати загальні статті про історію культури та історичні традиції, матеріали старої України (зокрема ті, що стосувалися національно-визвольних змагань, особливостей побуту нашого народу), різнопланово інформувати про традиції окремих українських земель, подавати ґрунтовні описи історичних пам'яток України, а також публікувати мемуари та важливі в контексті культурно-історичного розвитку нації документи. Водночас до намірів редакції входило і доволі широке висвітлення «навколокнижкових» питань: вважалося за доцільне постійно вести бібліографічний розділ, у якому знайомити читачів не лише з новими виданнями, а й робити перегляд давньої літератури, аналізувати стан української бібліотечної, музейної та архівної справи (ці проблеми безпосередньо були пов'язані не лише з історією української книги та книгодрукування, а й стосувалися можливостей належного бібліографування цінних друків). 
Окрім того, «Стара Україна» уміщувала і «Хроніку» — рубрику, яка надавала бібліографічній комісії широкі можливості оперативно інформувати наукову громадськість НТШ та всіх зацікавлених про свою діяльність (зібрання, публікації та ін.). Наталія Черниш зазначає:

«У розділі «Хроніка» читачів інформували про наукову й організаційну діяльність секцій НТШ, уміщували доволі розлогі переліки нових видань книгарні наукового центру, оперативно сповіщали про ювілеї та інші важливі події з життя товариства, його секцій та комісій. «Надзвичайно наповненою була рубрика «Бібліографія»: рецензії, інформаційні замітки, огляди, що стосувалися фактично всіх цікавих тогочасних видань».

Науковці звертають увагу на високу культуру наукових публікацій часопису «Стара Україна»: тексти здебільшого супроводжуються передмовами, докладно опрацьовані і різноманітні за змістом коментарі, що пояснюють маловідомі факти, імена тощо. Загальне культурологічне спрямування видання позначилось і на залученні численних ілюстрацій. Зокрема, тут широко використано прикраси (заставки, кінцівки, ініціали) федоровських видань (львівського «Апостола» 1574 р. та Острозької Біблії 1581 р.), стрятинських друків початку XVIII ст., мініатюри з українських книг XVI — XVIII ст., світлини історичних пам'яток (могил видатних діячів, архітектурних шедеврів різних регіонів України).

### 1924
Із 24 чисел «Старої України» увагу привертає п'ять, що мають тематичний характер та присвячені одній проблемі — «В 350-ліття друкарства на Україні», «Великі могили української землі», «Українська мемуаристика в XI — XX століття», «Пам'яті Кобзаря України», «Середньовічні фрески у Львові».
Найцікавіше серед них - число з нагоди 350-річчя друкарства в Україні, яке «вміщує матеріали про життя та діяльність Івана Федорова», подає аналіз його друкованих книг різного періоду, наводить фундаментальний бібліографічний опис львівського «Апостола» 1574 р., здійснений Володимиром Дорошенком. 
Серед надрукованих ґрунтовних дописів варто виділити працю Івана Огієнка «Іван Хведорович, фундатор постійного друкарства на Україні» та публікацію реферату Володимира Дорошенка «Перша книжка, видана на Україні». Іван Огієнко уперше оприлюднив тут власну концепцію витоків української друкарської справи: «<...> обґрунтовував та доводив українське походження видань Швайпольта Фіоля, що побачили світ 1491 р. у Кракові, а датою виникнення друкарства на власне українських землях вважав 1569 р., коли Іван Федоров у Заблудові видрукував «Учительне Євангеліє». Іван Огієнко називав Івана Федорова фундатором постійного друкарства на теренах України».

### 1925
Редакція «Старої України» мала наміри продовжувати випуск журналу і в пізніший період, але складні обставини діяльності НТШ (насамперед жорстока економічна дискримінація, що її польська влада застосовувала до цього шанованого в Європі авторитетного наукового центру) не сприяли цьому.

## Хронологія видання чисел
| Число  | Назва                                 | Опис                                                                                | Стр. |
| ------ | ------------------------------------- | ----------------------------------------------------------------------------------- | ---- |
| № 1    |                                       |                                                                                     |      |
| № 2-5  | «В 350-ліття друкарства на Україні»   | Уміщує матеріали про життя та діяльність Івана Федорова, українського першодрукаря. |      |
| № 6    | «Український некрополь»               |                                                                                     |      |
| № 7-8  |                                       |                                                                                     |      |
| № 9-10 | «Українська мемуаристика в ХІ–ХХ ст.» |                                                                                     |      |
| № 11   |                                       |                                                                                     |      |
| № 12   |                                       |                                                                                     |      |

| Число   | Назва                                        | Опис | Стр. |
| ------- | -------------------------------------------- | --- | ---- |
| № 1-2   | «Історія українського друкарства»            | Вміщує цінну хроніку, рецензії, бібліографії, статті відомих істориків, літературознавців та мистецтвознавців. | 38   |
| № 3-4   | «Памяти кобзаря України»                     | Містить як публіцистичні («Наш довг перед Шевченком»), так і інформаційні матеріали («Памятки по Т. Шевченкови у Львові»); матеріал про невиданий ілюстрований «Кобзар», історію його створення, наведені малюнки з книги. | 80   |
| № 5     | «Найстарша памятка українського письменства» | Розглядається знайдена в той час пам'ятка письменства — Молитовник Князя Володимира Великого 999 року, його походження, аналіз його змісту та інші суспільно-важливі теми.. | 98   |
| № 6     | «Анна Ярославна й її власноручний підпис»    | Містить матеріали на історично-культурну тематику, а саме статтю про Анну Ярославну (з двома портретами, автоґрафом і гербом), матеріал про Галицького князя Романа Даниловича на престолі Австрії. Також присутня публікація на тему старих львівських церков та український переклад «цілого апостола й Апокалипсис XVI століття».                                 | 116  |
| № 7-10  | «Середньовічні фрески у Львові»              | Містить матеріали, присвячені історії українського мистецтва та її значенню для суспільно-політичної та наукової думки України, відкриттю середньовічних фресок у вірменському соборі Львова, техніці їх виконання (а також загальній історії собору). Розглядається просторовий об'єм українських дерев'яних церков, як єдиний логічний критерій їх класифікації.   | 182  |
| № 11-12 | «В соті роковини смерти»                     | Містить матеріал, присвячений сотій річниці зі смерті українського співака, композитора і диригента Дмитра Бортнянського (розглядається історія становлення його як музиканта), наводиться бібліографія його творів та критичних оглядів, і заміток про життя та творчість. Розглядається феномен поліхромії (багатобарвності) храмової архітектури містечка Лаврів. | 215  |